# 아키타 아사히 방송

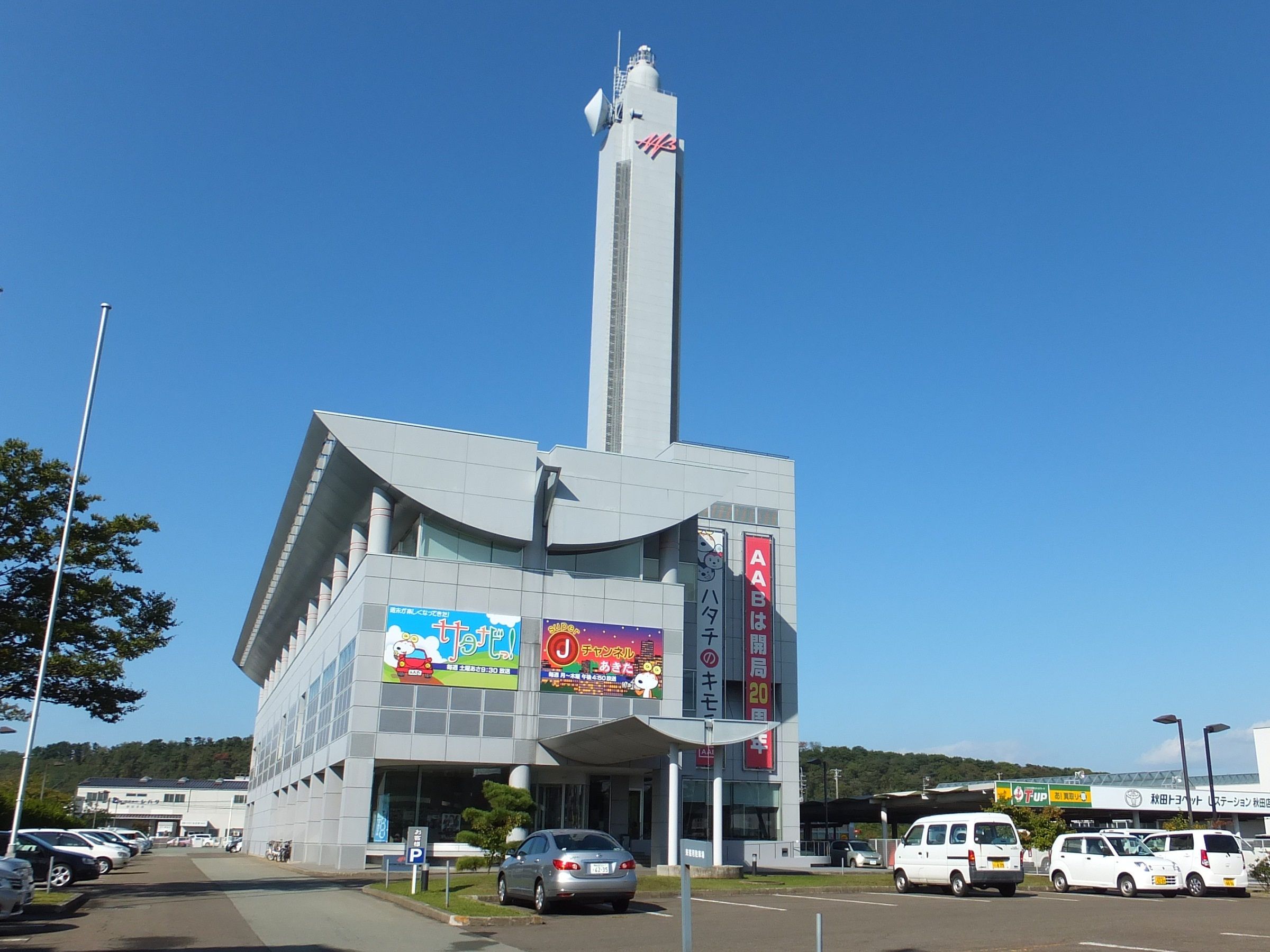
아키타 아사히 방송

아키타 아사히 방송은 1992년 10월 1일 아키타현의 3번째 민영방송국으로 개국했다.
약칭은 AAB, 콜사인은 JOXX-DTV이다.

## 연혁
- 1992년 10월 1일 아키타현 3번째 민방 텔레비전 방송국으로서 개국.
- 2006년 7월 1일 지상파 디지털 텔레비전 시험 방송 개시
- 2006년 8월 24일 지상파 디지털·데이터 방송 시험 방송 개시
- 2006년 9월 5일 지상파 디지털 텔레비전 방송의 본면허 교부된다.
- 2006년 10월 1일 지상파 디지털 텔레비전 방송 개시.
- 2007년 10월 1일 AAB 개국 15주년.
- 2011년 7월 24일 지상파 아날로그 텔레비전 방송 종료. (7월 25일에 완전히 종료된다.)

### 아카타현의 ANN 계열국 변천사
원래, 아키타현의 ANN 방송국은 1969년 개국한 아키타 TV(AKT)였다.
당시 아사히 신문이 일본에 아사히 계열 텔레비전 네트워크를 구축하기 위하여 전국 각지에 UHF 방송국 개국 신청을 실시해 그 결과 크로스넥 형태로 아사히계열 텔레비전 방송국이 개국했으며 아키타 TV도 산케이 신문이나 요미우리 신문과 자본관계가 있었지만 일단 아사히계열 텔레비전 방송국으로 ANN에도 가맹하고 있었다.
그렇지만 AKT는 개국 당초부터 후지TV와의 관계가 강했으며 거기에다가 아키타 방송이 아사히 계열에서 제작하는 인기 프로그램을 아키타 TV로 이관하지 않아 아키타 TV에서 TV 아사히 제작 프로그램을 보기 어려웠다.
그리고 1980년경부터 아키타 TV가 후지 텔레비전 계열 프로그램을 방송하면서 마침내 1987년4월부터 후지 텔레비전 완전가맹 방송국이 되어버려 아키타현 은 TV 아사히 계열 공백지구가 되었다.
이 때문에, AAB 개국 전까지 대부분의 TV 아사히 계열 프로그램은 아키타 방송(ABS)에서 방송이 되었고 AKT에서 방송되는 프로그램은 적어졌다.
이에, TV 아사히는 아키타 현에도 ANN계열국을 세우려는 계획을 실행하였으나 아키타현의 현 경계지역 주민들은 오랫동안 원거리 수신으로 도쿄 방송을 볼 수 있었던 관계로 3번째 방송국을 도쿄방송 계열국으로 개국해야 한다고 주장했지만 아키타시에서는 해안 일부지방에서 니가타 방송을 볼 수 있는 것을 제외하면 도쿄 방송계열 프로그램을 볼 수 있는 곳이 많이 없었고 현민들 대부분의 반응이 '민영방송국 2개면 충분하다.'라는 의견이 많아 3번째 방송국은 개국하기 전부터 난항을 겪기 시작했다.
거기에다가, 아키타현의 현지 신문이자 아키타현 최고의 구독률을 자랑하는 아키타 사키가케 신문이 3번째 민영방송국을 여는 것을 탐탁치 않게 여겼는데 이는 당시 사키가케 신문이 도쿄방송계열국이 설립됨으로써 마이니치 신문의 구독률이 높아지는 것을 바라지 않았기 때문이라는 이야기가 있다.
한편, 아키타현의 니혼TV계열 방송국인 아키타 방송은 도쿄방송과 자본관계가 깊었던 관계로 많은 수의 도쿄방송계열 프로그램을 구입해 방송했는데 3번째 방송국이 도쿄 방송계열국이 되면 도쿄 방송의 인기 프로그램을 방송할 수 없게 되므로 3번째 방송국이 도쿄방송이 되는 것을 탐탁히 여기지 않았다.
하지만 무시할 수 없는 결정적인 이유는 바로 방송국 설립에 필요한 50억엔에 관한 문제에서 비롯되었다.
당시 도쿄 방송은 TV-U 야마가타 개국에 많은 돈을 쓰느라 대부분의 새 방송국들이 신규 JNN계열국이 되려면 방송국에서 모든 설립비용을 자급해야 한다는 조건을 달아놓았다.
하지만 새로운 계열국이 필요했던 TV 아사히는 아사히 신문쪽의 자본을 이용해서라도 신규 계열국 개국을 지원했기 때문에 결국 3번째 민영방송국은 TV 아사히 계열국이 되었다고 한다.

## 아키타현에 있는 다른 텔레비전·라디오 방송국
- NHK 아키타 방송국
- 아키타 방송(ABS)(TV는 니혼 TV 계열, 라디오는 JRN&NRN계열)
- 아키타 TV(AKT)(후지 TV 계열)
- FM아키타(JFN 계열)